# 齊策斯

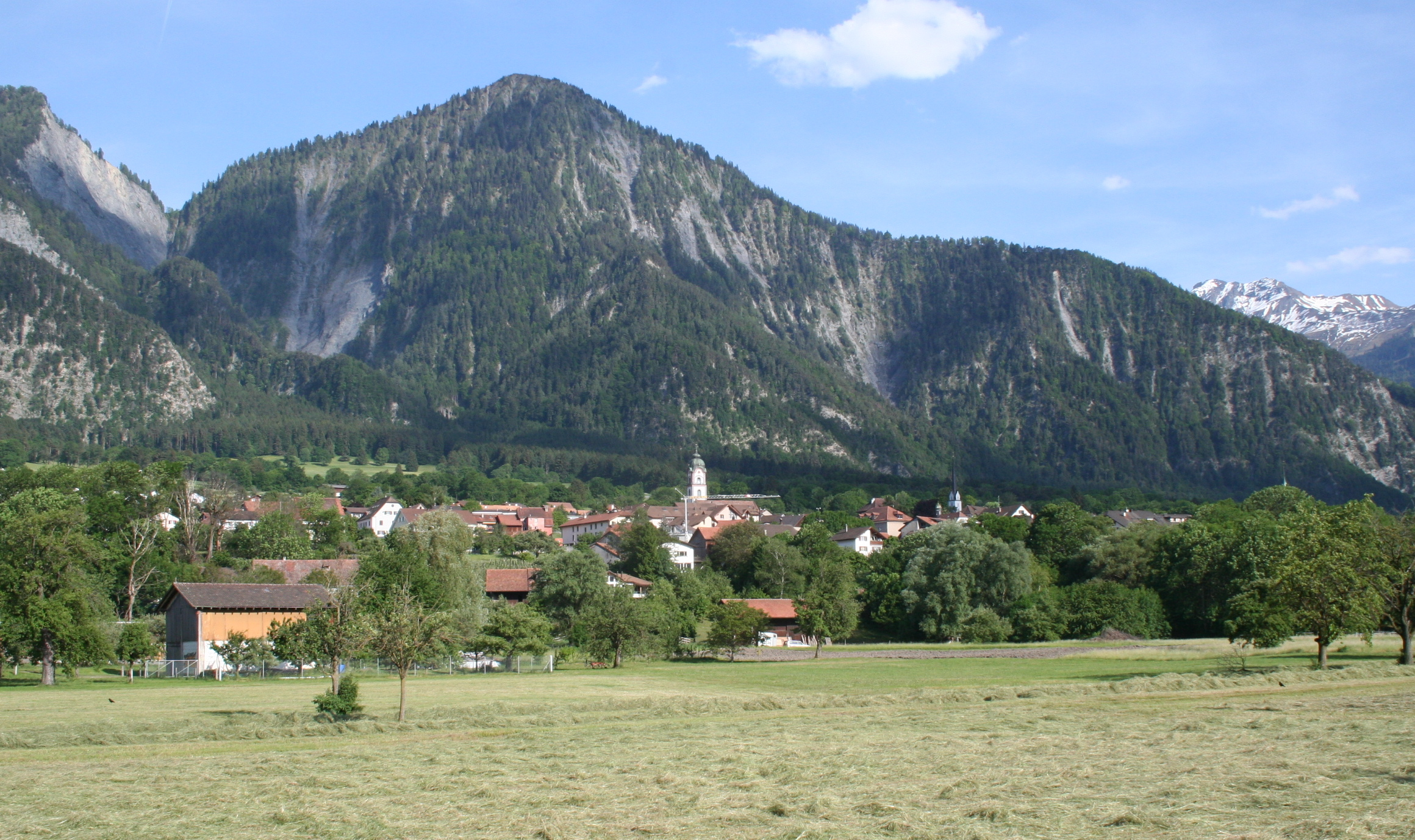

齊策斯（德語：Zizers）是瑞士的城鎮，位於該國東部，由格勞賓登州負責管轄，面積11.01平方公里，海拔高度561米，2011年人口3,192，四成人口信奉羅馬天主教，人口密度每平方公里290人。

## 外部連結
- Official Web site